# Lijst van moskeeën in België
Dit is een lijst van moskeeën in België.
| Naam                     | Afbeelding | Stad                | Regio      | Inhuldiging | Stijl     | Opmerkingen                                                                         |
| ------------------------ | ---------- | ------------------- | ---------- | ----------- | --------- | ----------------------------------------------------------------------------------- |
| Al Khalil moskee         |            | Sint-Jans-Molenbeek | Brussel    | 1985        |           | Het is de grootste moskee van België.                                               |
| De-Koepel moskee         |            | Borgerhout          | Vlaanderen | 2008        |           | De eerste moskee in België die gesticht en gerund wordt door bekeerlingen.          |
| El Albani Moskee         |            | Gent                | Vlaanderen | 2016        | Neutraal  |                                                                                     |
| El Fath-moskee           |            | Gent                | Vlaanderen | 1973        |           | Het is de grootste moskee van Gent.                                                 |
| Eyyub El-Ensari-moskee   |            | Zele                | Vlaanderen | 1980        | Ottomaans |                                                                                     |
| Fatih-moskee             |            | Beringen            | Vlaanderen | 1994        | Ottomaans | Het is de 2de grootste moskee van België.                                           |
| Grote Moskee van Brussel |            | Brussel             | Brussel    | 1978        | Neomoors  | Het was de thuisbasis van de Islamitisch Cultureel Centrum (ICC), gesloten in 2018. |
| Hassan Ibn Tabet-moskee  |            | Winterslag          | Vlaanderen | 2002        | Moors     |                                                                                     |
| Louvain-la-Neuve-moskee  |            | Louvain-la-Neuve    | Wallonië   | 2016        |           |                                                                                     |
| Molla Gürani-moskee      |            | Lier                | Vlaanderen |             | Ottomaans |                                                                                     |
| Moskee Al Houda          |            | Lebbeke             | Vlaanderen |             |           |                                                                                     |
| Rida-moskee              |            | Anderlecht          | Brussel    |             |           | Het is een moskee van sjiieten.                                                     |
| Yunus Emre-moskee        |            | Genk                | Vlaanderen | 1982        | Ottomaans |                                                                                     |